# Sharon Rooney
 (août 2015).
Si vous disposez d'ouvrages ou d'articles de référence ou si vous connaissez des sites web de qualité traitant du thème abordé ici, merci de compléter l'article en donnant les références utiles à sa vérifiabilité et en les liant à la section « Notes et références ».
Sharon Rooney, née le 22 octobre 1988, est une actrice écossaise.
Elle est notamment connue pour son rôle de Rae Earl dans la série Journal d'une ado hors norme.

## Biographie
À l'âge de 16 ans, Rooney a quitté l'école pour poursuivre sa carrière d'actrice. Elle s'inscrit à un cours d'Art du spectacle à l'université de Hull. Elle devient une grande humoriste de stand-up , et part en tournée avec une pièce de théâtre dans différentes écoles à travers la Grande-Bretagne.
Elle est connue pour son premier rôle à la télévision, celui de Rae Earl dans la série télévisée My Mad Fat Diary, drame sur une jeune femme obèse après être libérée d'un établissement psychiatrique. La série a été un succès pour E4 et Rooney a reçu une nomination aux BAFTA aux British Academy Scotland Awards. Sam Wollaston dans The Guardian a écrit « La performance de Sharon Rooney dans le rôle principal est naturelle, sans effort et tout à fait crédible ». Le rôle a également vu sa nomination pour un prix Royal Television Society en 2014.
Elle a joué un petit rôle dans un épisode de la série Sherlock en 2013.

## Filmographie

### Cinéma
- 2015 : Hector de Jake Gavin : jeune mère
- 2019 : Dumbo de Tim Burton : Miss Atlantis - également interprète de la chanson Baby Mine
- 2021 : La Vie extraordinaire de Louis Wain (The Electrical Life of Louis Wain) de Will Sharpe
- 2023 : Barbie de Greta Gerwig : Barbie avocate

### Télévision

#### Téléfilms
- 2013 : Two Doors Down de Catherine Morshead : Sophie
- 2014 : Kerry de Sheree Folkson et Declan Lowney : Danielle

#### Séries télévisées
- 2013-2015 : Journal d'une ado hors norme (My Mad Fat Diary) : Rachel Earl, dite Rae
- 2014 : Sherlock : Laura
- 2014 : Comedy Playhouse (en) : Jules
- 2014-2015 : Mountain Goats : Jules
- 2016 : Good Vibrations (Brief Encounters)
- 2021 : McDonald & Dodds : Doreen Warren (We Need to Talk About Doreen)
- 2024 : Nightsleeper (mini-série): Yasmin Brown